# 黃贇
黄赟，字止敬，元朝临江（今江西省樟树市西）人。
黄赟父亲黄君道，延祐年间到京师求官，留来黄赟在江南。当时黄赟年幼，黄赟长大后，听说其父娶后妻居住在永平，前去探望，父亲已经去世三年。庶母听说黄赟要来，带着财产离开，改嫁，拒不见黄赟。黄赟号哭对他人说：“我来是为了探望父亲。今不幸父亲已故，想着奉其灵柩归乡安葬，现在不知其墓所。如果得见庶母给我说葬所在哪里，死而不恨，还忍心贪图遗产吗！”很久以后，听说庶母居住在海滨，黄赟带着干粮前去找她。庶母还是不见他，三日不让进门。庶母之弟可怜他，与他一起至永平属县乐亭找他父亲的墓，没找到。黄赟哭着祷告于神，一天晚上梦到老者以手杖指着葬处说：“见片砖就能找到。”第二天在那里找，庶母之弟说：“真是这里，敛葬时有某物可证明。”打开朽棺，得父骨以归乡。